# Hemieuxoa harpegnoma
Hemieuxoa harpegnoma là một loài bướm đêm trong họ Noctuidae.